# Lacuna-Gletscher
Der Lacuna-Gletscher ist ein 36 km langer Talgletscher in der Alaskakette in Alaska (USA). 

## Geografie
Das Nährgebiet des Gletschers befindet sich an der Südwestflanke des Südgipfels des Mount Foraker auf etwa 2300 m. Der Lacuna-Gletscher strömt in südsüdwestlicher Richtung durch das Gebirge. Er verläuft zwischen dem Yentna-Gletscher im Westen und dem Kahiltna-Gletscher im Osten. Der Lacuna-Gletscher vereinigt sich schließlich auf einer Höhe von 750 m mit dem Yentna-Gletscher.